# Els Masos de Dalt
Els Masos de Dalt és una obra de Falset (Priorat) inclosa a l'Inventari del Patrimoni Arquitectònic de Catalunya.

## Descripció
Es tracta d'un conjunt d'edificis. El més gran està format per dos edificis junts d'una altura desigual i que integren dos habitatges. A la façana només es distingeix un sol pis, a la part baixa hi ha els estables. A l'altra edifici hi trobem les instal·lacions per a la fabricació del vi: trulls i trulloles. Ambdues construccions són cobertes per teulades a dues vessants. A les façanes s'hi obren, a més a més les porte i petites finestres i espitlleres. Els interiors eren condicionats per a viure-hi en perfectes condicions.
Ambdues construccions eren separades per una mena de carrer empedrat amb còdols. A les façanes hi ha pedrissos.